# بونکو کانازاوا
بونکو کانازاوا (انگلیسی: Bunko Kanazawa؛ زاده ۴ آوریل ۱۹۷۹) یک بازیگر پورنوگرافی اهل ژاپن است.